# Лук неравнолучевой
Лук неравнолучевой (лат. Allium anisopodium) — многолетнее травянистое растение, вид рода Лук (Allium) семейства Луковые (Alliaceae).

## Распространение и экология
В природе ареал вида охватывает Казахстан, Сибирь, Дальний Восток России, Монголию, Китай и Корейский полуостров.
Произрастает на сухих склонах и песках.

## Ботаническое описание
Луковицы узкоцилиндро-конические, почти не выраженные, по нескольку прикреплены к горизонтальному или восходящему корневищу, с черновато-бурыми или буроватыми, расщепленными, иногда почти на волокна, оболочками. Стебель высотой 20—40 см, тонкий, прямой, округлый.
Листья в числе 2—3, полуцилиндрические, желобчатые, шириной около 1 мм, гладкие, немного, короче стебля.
Чехол коротко заострённый, в 2—3 раза короче зонтика, остающийся. Зонтик пучковатый или пучковато-шаровидный, многоцветковый, рыхлый. Листочки ширококолокольчатого околоцветника розоватые, с мало заметной жилкой, длиной 3,5—4,5 мм, тупые или усечённые, внутренние обратно клиновидные или обратно-линейно-клиновидные, наружные продолговато-эллиптические или широкоэллиптические, немного короче внутренних. Нити тычинок в полтора раза короче околоцветника, при самом основании между собой и с околоцветником сросшиеся, цельные, шиловидные, внутренние в 2 раза шире, почти треугольные. Столбик почти не выдается из околоцветника.
Коробочка немного короче околоцветника.

## Таксономия
Вид Лук неравнолучевой входит в род Лук (Allium) семейства Луковые (Alliaceae) порядка Спаржецветные (Asparagales).
|  |                                      |  |                                                             |                                                             |                   |  | ещё 24 семейства (согласно Системе APG II) | ещё 24 семейства (согласно Системе APG II) |                        |  |  |  | ещё более 870 видов |
|  |                                      |  |                                                             |                                                             |                   |  | ещё 24 семейства (согласно Системе APG II) | ещё 24 семейства (согласно Системе APG II) |                        |  |  |  | ещё более 870 видов |
|  |                                      |  |                                                             | порядок Спаржецветные                                       |                   |  |                                            |                                            | род Лук                |  |  |  |                     |
|  |                                      |  |                                                             | порядок Спаржецветные                                       |                   |  |                                            |                                            | род Лук                |  |  |  |                     |
|  | отдел Цветковые, или Покрытосеменные |  |                                                             |                                                             | семейство Луковые |  |                                            |                                            | вид Лук неравнолучевой |  |  |  |                     |
|  | отдел Цветковые, или Покрытосеменные |  |                                                             |                                                             | семейство Луковые |  |                                            |                                            |                        |  |  |  |                     |
|  |                                      |  | ещё 44 порядка цветковых растений (согласно Системе APG II) | ещё 44 порядка цветковых растений (согласно Системе APG II) |                   |  |                                            | ещё около 300 родов                        | ещё около 300 родов    |  |  |  |                     |
|  |                                      |  |                                                             | ещё 44 порядка цветковых растений (согласно Системе APG II) |                   |  |                                            |                                            | ещё около 300 родов    |  |  |  |                     |